# Byromville
Byromville – miasto w Stanach Zjednoczonych, w stanie Georgia, w hrabstwie Dooly.